# Викопань
Викопань (рос. Выкопань) — присілок Гагарінського району Смоленської області Росії. Входить до складу Кармановського сільського поселення.
Населення — 16 осіб (2007 рік).